# East Dublin
East Dublin é uma cidade localizada no estado americano de Geórgia, no Condado de Laurens.

## Demografia
Segundo o censo americano de 2000, a sua população era de 2484 habitantes.
Em 2006, foi estimada uma população de 2723, um aumento de 239 (9.6%).

## Geografia
De acordo com o United States Census Bureau tem uma área de
7,7 km², dos quais 7,6 km² cobertos por terra e 0,1 km² cobertos por água. East Dublin localiza-se a aproximadamente 94 m acima do nível do mar.

## Localidades na vizinhança
O diagrama seguinte representa as localidades num raio de 28 km ao redor de East Dublin.